# Клеченко Яків
Я́ків Клече́нко — Корсунський полковник в 1660 році.
Восени 1660 року московський посол Сухотін доносив цареві, що з Юрієм Хмельницьким від Москви відійшли полковники — Чигиринський Петро Дорошенко, Черкаський Андрій Одинець, Корсунський Яків Клеченко, Уманський Михайло Ханенко, Канівський Трощено Степан, Білоцерківський — Данило ?, Брацлавський — Іван Богун, Михайло Зеленський — Подністрянський, Іван Гоголь — Могилевський.